# (385363) 2002 PW170
(385363) 2002 PW170, também escrito como (385363) 2002 PW170, é um objeto transnetuniano que está localizado no cinturão de Kuiper, uma região do Sistema Solar. Este objeto é classificado com um cubewano. Ele possui uma magnitude absoluta de 6,2 e tem cerca de 253 km de diâmetro.

## Descoberta
(385363) 2002 PW170 foi descoberto no dia 5 de agosto de 2002 em Mauna Kea.

## Órbita
A órbita de (385363) 2002 PW170 tem uma excentricidade de 0,076 e possui um semieixo maior de 44,687 UA. O seu periélio leva o mesmo a uma distância de 41,278 UA em relação ao Sol e seu afélio a 48,095 UA.